# Anna Adelaïde Abrahams
Pour les articles homonymes, voir Abrahams.
Anna Adelaïde Abrahams, née en 1849 à Middelburg et morte en 1930 à La Haye, est une peintre de natures mortes.

## Biographie
Anna Adelaïde Abrahams naît le 16 juin 1849 à Middelburg aux Pays-Bas. Elle a pour professeurs Jan Frederik Schütz, Rudolphina Swanida Wildrik, Maria Vos et Adriana Johanna Haanen. Elle s'installe à La Haye en 1877. Là, elle fréquente la Royal Academy of Art.
À partir de 1882, Anna Adelaïde Abrahams expose ses œuvres dans le cadre des expositions Levende Meesters (Maîtres vivants) à travers les Pays-Bas. En Europe, elle expose à Paris, Berlin, Düsseldorf et Bruxelles. Elle expose ses œuvres au Palais des Beaux-Arts lors de l'Exposition universelle de 1893 à Chicago, dans l'Illinois.
Anna Adelaïde Abrahams est membre de l'association artistique Ons Doel Is Schoonheid (Notre but est la beauté) et fait partie du conseil d'administration du  Pulchri Studio.
Jamais mariée, Anna Adelaïde Abrahams meurt le 18 janvier 1930 à La Haye.

## Galerie

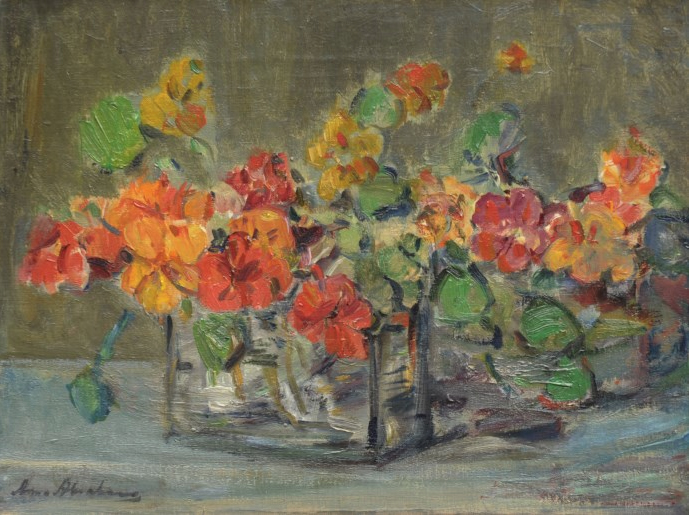
Nature morte
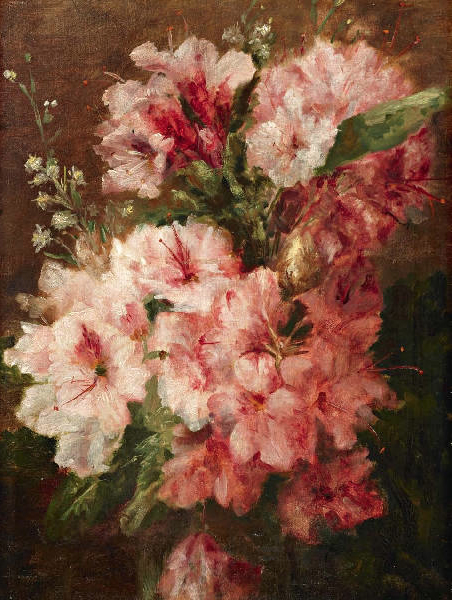
Nature morte

## Héritage
Les œuvres d'Abrahams se trouvent au Stedelijk Museum Amsterdam, à la collection Mesdag à La Haye, au musée d'Art de La Haye, au Zeeuws Museum à Middelburg et au musée Kröller-Müller à Otterlo,.